# NGC 469
NGC 469 је спирална галаксија у сазвежђу Рибе која се налази на NGC листи објеката дубоког неба.
Деклинација објекта је + 14° 52' 19" а ректасцензија 1h 19m 33,0s. Привидна величина (магнитуда) објекта NGC 469 износи 14,3 а фотографска магнитуда 15,1. NGC 469 је још познат и под ознакама MCG 2-4-23, CGCG 436-24, PGC 4753.